# John Addenbrooke (cầu thủ bóng đá)
John Edwin Addenbrooke (4 tháng 1 năm 1900 – 2 tháng 10 năm 1961) là một cầu thủ bóng đá từng thi đấu ở Football League cho Chesterfield. Ông cũng từng thi đấu bóng đá non-league cho Beighton, Frickley Colliery, Wath Athletic, Tinsley Working Mens Club và Fulwood.